# Политички систем Сједињених Америчких Држава
Чувени почетак америчкој Декларацији независности написао је Џон Лок, енглески филозоф који је у 18. веку, непосредно пре Америчке револуције, написао у својој Првој расправи о влади, да су сваком савесном човеку одређени „живот, слобода и имање“. Томас Џеферсон је променио задњи део (имање) речима „добијање среће“. Декларација независности је први амерички државни докуменат, а вероватно и прва кодификација слободарских идеја 18. века у пракси.
Исте године започео је процес стварања Северноамеричког савеза као прве јединствене творевине на тлу Северне Америке.
Влада и политика Сједињених Држава је заснована на Уставу Сједињених Америчких Држава, написаном 1787. године. Устав из 1787. је до данас допуњен са неколико амандмана. Првих 10 су прихваћени недуго након настанка самог устава. Групно се називају „Повеља о правима“ (енгл. Bill of Rights), а односе се на основна права држављана Сједињених Америчких Држава, као што су право на слободу говора и вероисповести.
Федерална власт Сједињених Америчких Држава се састоји од извршне, законодавне и судске власти. Извршна власт се састоји од председника и његовог кабинета, уз додатак разних државних служби.
Законодавна власт је Конгрес Сједињених Америчких Држава који се састоји од Представничког дома (енгл. House of Representatives) и Сената. Посланици и сенатори су подељени по савезним државама. У Представничком дому свака савезна држава има број представника сразмеран њеном броју становника, док у Сенату сваку државу заступају два сенатора. Број посланика у Представничком дому је 435. Сенат тренутно броји 100 сенатора.
Судска власт се састоји од свих судова у Сједињеним Америчким Државама. Врховни суд Сједињених Америчких Држава броји девет судија, којима мандат траје доживотно. Након смрти или повлачења судије, председник САД номинује новог судију, а номинација се шаље у Сенат на гласање.
Свака савезна држава у Сједињеним Државама има своју владу, чије су границе моћи испод нивоа моћи федералне владе. Колико тачно власти свака држава може имати је тема многих расправа у америчкој политици. Главне политичке странке Сједињених Држава су Републиканска странка и Демократска странка.